# Ettiapuram
Ettiapuram fou un estat tributari protegit del tipus zamindari al districte de Tirunelveli (Tinnevelli) a l'antiga presidència de Madras. La seva població el 1881 era de 126.660 habitants repartits en 349 pobles, i de 154.000 habitants repartits en 374 pobles el 1901, i la superfície de 1476 km².
Els ingressos s'estimaven en 28.781 lliures i el tribut pagat o peshkash era de 8.882 lliures. El 1901 els ingressos s'estimaven en més de 30.000 lliures i el tribut en 11.600 lliures.
Els ancestres dels zamindaris van arribar de Chandragiri al que fou districte de North Arcot. Kumaramuttu Naik, catorzè descendent del fundador de la família, va emigrar a Madura a causa dels disturbis creats per la invasió al nord d'Ala al-Din Muhammad Shah I Khalji (1296-1316) i fou acollit pel rei Pandya que li va concedir extenses terres; més tard Kumaramuttu Naik fou enviat a solucionar alguns conflictes a Tinnevelly i va anar a Sattur on va construir una fortalesa (que encara es conserva) a la riba del riu Sattur. Ettaiyapuram, la capital, hauria estat fundada el 1567 per Muttu Jaga Vira Rama Naik, el 31è zamindar; un successor, que disposava d'un exèrcit de 6000 homes, va ajudar els britànics durant les guerres dels Poligars el 1799-1801, rebent en reconeixement dels seus serveis, quatre de les sis divisions en què es van organitzar els poligars vençuts.
La capital Ettaiyapuram tenia una població el 1901 de 8.788. Modernament el nom és Ettayapuram (எட்டையாபுரம் en tàmil) al districte de Thoothukudi amb 12.800 habitants el 2001.